# آیلوکه
آیلوکه (به ایتالیایی: Ailoche) یک کومونه در ایتالیا است که در استان بیه‌لا واقع شده‌است.

## خصوصیات
آیلوکه ۱۰٫۳ کیلومترمربع مساحت و ۳۲۱ نفر جمعیت دارد و ۵۶۹ متر بالاتر از سطح دریا واقع شده‌است.